# Рева, Клавдия Алексеевна
Клавдия Алексеевна Рева — советский хозяйственный, государственный и политический деятель, Герой Социалистического Труда.

## Биография
Родилась 17 марта 1925 года в Могилёвской области. Член ВКП(б).
С 1941 года — на хозяйственной, общественной и политической работе. В 1941—1980 гг. — в полеводческой бригаде колхоза «Борец», помощник бригадира, бригадир овощеводческой бригады колхоза «Борец» Раменского района Московской области.
Указом Президиума Верховного Совета СССР от 12 марта 1982 года присвоено звание Героя Социалистического Труда с вручением ордена Ленина и золотой медали «Серп и Молот».
Избиралась депутатом Верховного Совета РСФСР 7-го созыва.
Умерла 30 мая 1993 года в селе Рыболово.